# Tetreno
El treteno es un alqueno gaseoso de formulación orgánica C4H8.
Como gas carburante empleado para el oxicorte, el tetreno es una mezcla combustible cuyos componentes primordiales son el propino y el propadieno, a los cuales se agregan otros hidrocarburos estables con los cuales se obtiene una mezcla estabilizada que es almacenable en fase líquida.
En su aplicación industrial el tetreno es de empleo tan fácil como el acetileno, ya que tiene las mismas aplicaciones que este excepto en la soldadura de fusión: calentamiento localizado, oxicorte, soldadura blanda o fuerte, soldadura con latón, temple superficial, etc. Se almacena en fase líquida en botella para pequeño consumo o en cisternas para consumo elevado.
- Datos: Q6143665